# Jeleznodorojny (oblast de Kaliningrad)
Gerdauen, aujourd'hui Jeleznodorojony ou Schelesnodoroschny, est un village de Russie, ancienne capitale de l'arrondissement de Gerdauen au centre de la province de Prusse-Orientale (1818-1945).